# Black Country

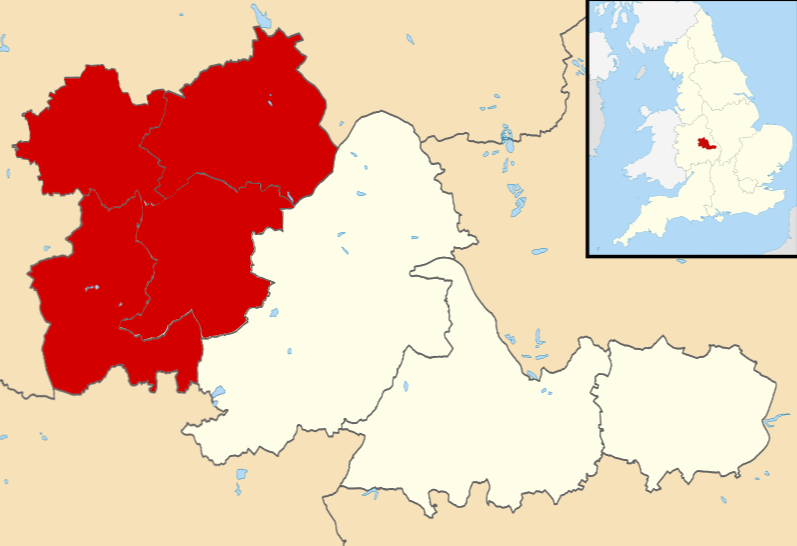
Mapa

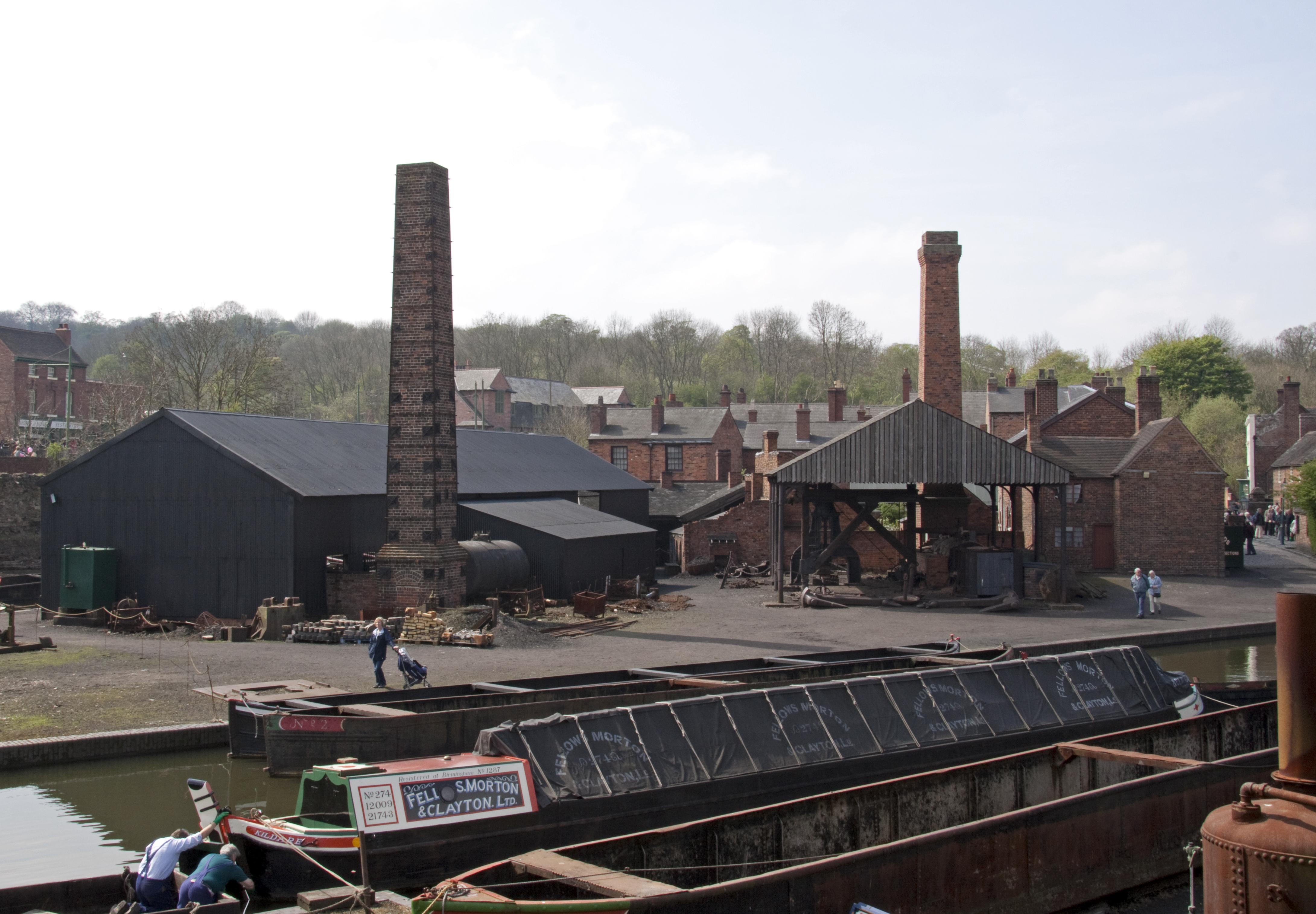
Ukázka života za průmyslové revoluce v místním muzeu

Vlajka

Black Country je průmyslová oblast ve střední Anglii, severozápadně od města Birmingham. Její hranice nejsou přesně definovány a liší se podle toho, zda se uplatní hledisko geologické, etnosociální nebo administrativní, zhruba zahrnuje anglické distrikty Wolverhampton, Walsall, Dudley a Sandwell na západě hrabství West Midlands. Je součástí birminghamské konurbace, ale samotný Birmingham už do ní nepatří.
Vzhledem k ložiskům černého uhlí a železné rudy byla oblast už od 17. století centrem anglického těžkého průmyslu. Název Black Country (Černá země) se začal používat od poloviny devatenáctého století a byl inspirován množstvím kouře a sazí. V průběhu průmyslové revoluce v regionu vznikala řada dolů, továren, železničních tratí a plavebních kanálů. Charles Dickens popisuje zdejší život v románu Starožitníkův krám, existuje teorie, že podle této industriální krajiny vytvořil John Ronald Reuel Tolkien svůj románový Mordor. Také budoucí královna Viktorie, která krajem projížděla jako třináctiletá dívka, ve svém deníku líčí všudypřítomnou špínu a bezútěšnost. V roce 1913 proběhla v Black Country jedna z největších stávek v britských dějinách, do níž se zapojilo 40 000 dělníků.
Ve druhé polovině dvacátého století došlo k útlumu těžby a průmyslu, poslední důl Baggeridge Colliery byl uzavřen roku 1968. Navzdory řadě restrukturalizačních programů oblast trpí sociálními problémy, míra nezaměstnanosti patří k nejvyšším v Anglii. Black Country patří také k oblastem s vysokým podílem přistěhovalců. Ve městě Dudley sídlí Black Country Living Museum, které seznamuje turisty se zdejšími tradicemi. Black Country se vyznačuje svérázným dialektem, v němž se dochovaly prvky archaické angličtiny, například zájmeno „Thee“. Region má od roku 2012 vlastní vlajku, kterou navrhla studentka Gracie Sheppardová podle výroku amerického diplomata Elihu Burritta z roku 1862, že tato krajina je černá ve dne a rudá v noci (od množství žhnoucích vysokých pecí). Svátkem Black Country je 14. červenec na paměť dne, kdy Thomas Newcomen vynalezl atmosférický parní stroj.